# The Leading Lady
The Leading Lady è un cortometraggio muto del 1911 diretto da Ned Finley.

## Produzione
Il film venne prodotto dalla Vitagraph.

## Distribuzione
Fu distribuito dalla General Film Company e uscì nelle sale USA il 18 aprile 1911.